# Изогнутый лес
Изогнутый лес (также «Кривой лес», от пол. Krzywy Las, англ. Crooked Forest) — роща, состоящая из группы странно изогнутых сосен, расположенная в Nowe Czarnowo, Померания, Польша.
Роща насчитывает в своём составе около 100 сосен, посаженных примерно в 1930 году, когда роща находилась в пределах немецкой провинции Померания. Каждая сосна имеет общую уникальную форму — резко изгибается сразу по выходе из земли под 90 градусов на север, а затем отходит вертикально назад после небольшого сигмаобразного искривления на уровне 1— 3 метра. Вероятнее всего, форма этих деревьев подверглась антропогенному влиянию, однако ни цель, ни метод не известны; возможно форма придана при помощи натяжения, как это делают в технике бонсай. Предполагается, что подобная деформация была создана для симуляции естественной изогнутой древесины для дальнейшего использования в мебели или строительстве лодок.